# Engoulevent bois-pourri
Antrostomus vociferus
Espèce
Synonymes
- Caprimulgus vociferus A. Wilson, 1812
(protonyme)

Statut de conservation UICN

 NT  : Quasi menacé
L'Engoulevent bois-pourri (Antrostomus vociferus) est une espèce d'oiseaux appartenant à la famille des Caprimulgidae. D'après Alan P. Peterson, c'est une espèce monotypique.
On le reconnaît à son cri troublant constitué d’un « bois-pourri » roulé et répété de façon incessante, d’où son nom. C'est un oiseau nocturne de taille moyenne (22-27 cm) originaire d'Amérique du Nord ou il devient de plus en plus rare probablement en raison de la destruction de son habitat et de la pollution.
En raison de son cri très caractéristique, l'engoulevent bois-pourri est souvent évoqué dans la culture populaire (Musique, littérature, cinéma) comme un symbole de l'Amérique rurale.
Cet oiseau est parfois confondu avec l'engoulevent de Caroline (Antrostomus carolinensis), qui a un cri semblable, mais moins aigu et plus lent.

## Description

Carte de répartition
Aire de nidification
Voie migratoire
Aire d'hivernage

Les adultes ont le plumage tacheté : le haut est gris, noir et brun, les parties inférieures sont grises et noires. Ils ont un bec très court et une gorge noire. Les mâles ont une tache blanche au-dessous de la gorge et le bout des plumes de la queue blanc ; chez les femelles, ces pièces sont brun clair.

## Nidification
Il dépose 2 œufs sur le sol, généralement sur des feuilles sèches. Ils sont blanc crème ou grisâtre, tachetés de lilas ou brun foncé ou très pâle.

## Statut de conservation
Au Canada cette espèce est menacée.